# Streptopelia roseogrisea

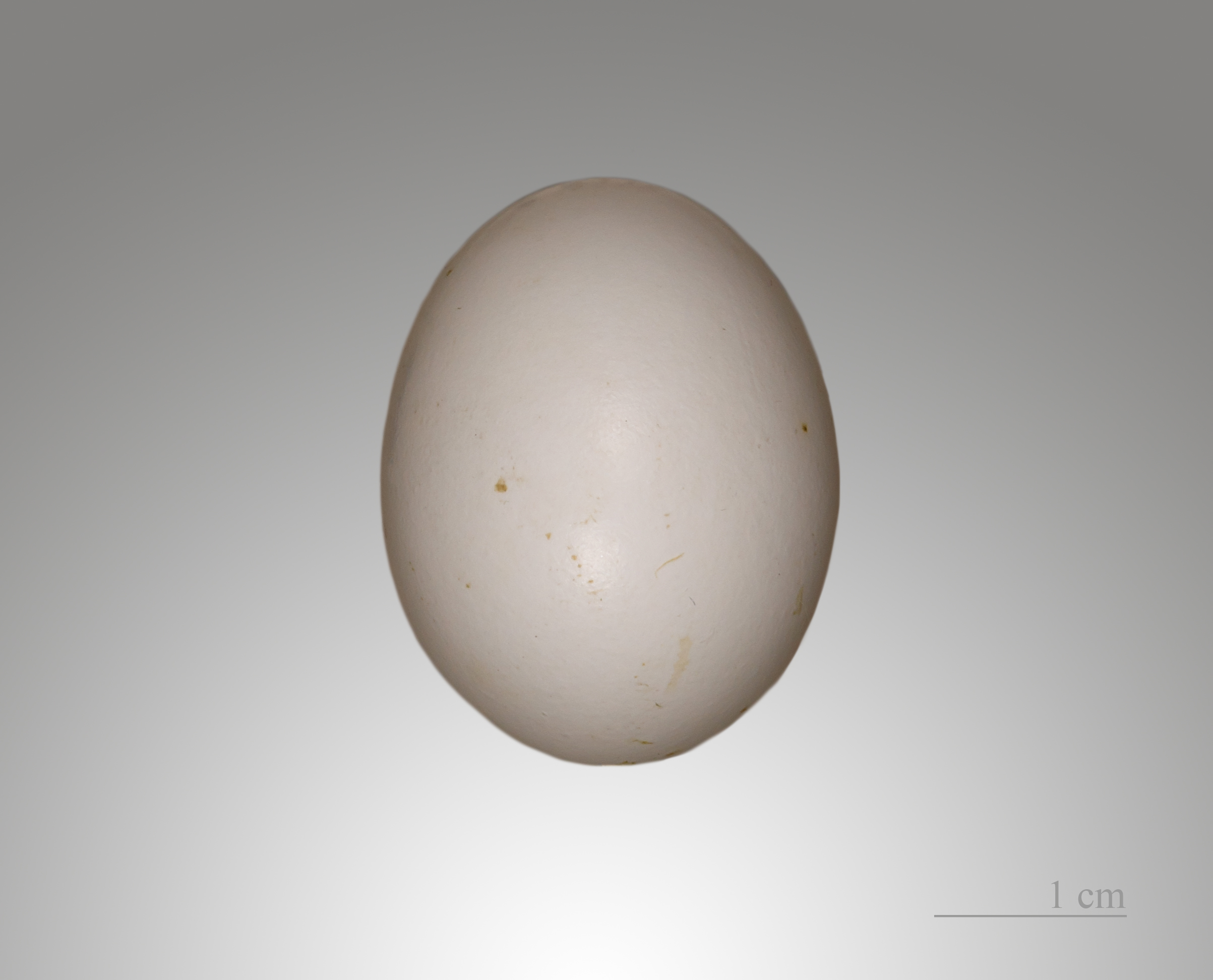
Huevo de tórtola rosigrís.

La tórtola rosigrís, tórtola rosada y gris, paloma de collar africana, paloma collarina o tórtola de collar (Streptopelia roseogrisea) es una especie de ave columbiforme de la familia Columbidae, natural de África y la península arábiga, que ha ido extendiéndose por cría en cautividad, llamando a los ejemplares domésticos en ocasiones (Streptopelia risoria). También ha sido introducida en Nueva Zelanda. Su distribución se extiende desde Senegal hasta Somalia y la península arábiga. Se considera común en algunos lugares.
Habita en zonas semiáridas y áridas, hasta 25 km del depósito de agua más cercano. Forma bandadas de su propia especie que pueden contar con miles de individuos.

## Características
De longitud mide de 28 a 29 cm. El peso es de unos 140 gramos.
Tienen un característico collar negro ribeteado de blanco en el cuello. Cabeza color crema claro y algo rosada, pecho crema rosado claro a blanco, cola crema grisácea por encima, con punta y bordes blancos por debajo, ancha banda terminal blanca. Pico grisáceo y patas rojizas a gris oscuro.
Se han producido híbridos con varias especies del género Streptopelia, Columba y Zenaida. Streptopelia risoria es la forma doméstica de la tórtola rosigrís, existiendo una gran cantidad de coloraciones fijadas y varias mutaciones de pluma como las rizadas, crestadas, doble crestadas o sedosas. La puesta se realiza de marzo a octubre y consta de dos huevos blancos. La incubación dura 14 días, incuban tanto el macho como la hembra. Los jóvenes abandonan el nido a los 21 días.

## Subespecies
Se reconocen las siguientes subespecies:
- Streptopelia roseogrisea roseogrisea
- Streptopelia roseogrisea arabica

## Carácter invasor en España
Debido a su potencial colonizador y constituir una amenaza grave para las especies autóctonas, los hábitats o los ecosistemas, esta especie ha sido incluida en el Catálogo Español de Especies Exóticas Invasoras, regulado por el Real Decreto 630/2013, de 2 de agosto, estando prohibida en España su introducción en el medio natural, posesión, transporte, tráfico y comercio.